# Новодмитрівка (селище)
Новодми́трівка — селище Костянтинівської міської громади Краматорського району Донецької області, Україна.

## Загальні відомості
Відстань до центру громади становить близько 4 км і проходить автошляхом місцевого значення.
Біля селища протікає річка Грузька.
Адміністративний центр колишньої Новодмитрівської сільської ради.

## Історія
Офіційним роком заснування Новодмитрівки значиться 1909 рік. В історичній довідці колишньої сільської ради вказано, що заселення цих земель почалось у другій половині ХIХ століття – у 1860–1865 роки.
В інших джерелах роком заснування Новодмитрівки значиться 1889 рік. Заснована вона була німецькими колоністами лютеранського прихода Ростов–Луганськ, одночасно з колонією Курдюмівка.
У списку населених пунктів Бахмутського повіту від 1911 року Новодмитрівка не значиться. Населення колонії станом на 1911 рік налічувало 100 мешканців.
7 (20) листопада 1917 року, відповідно до Третього Універсалу Української Центральної Ради, увійшло до складу Української Народної Республіки.  
У 1918 році тут налічувалося 289 мешканців.

### Німецький побут
Німці-колоністи вирізнялися зразковим господарством. Чистота, порядок у поселеннях і будинках, відмінні сади, зразково оброблені поля становили "різку протилежність із господарством інших станів у губернії".
Німці не знали неврожаїв і в голодні роки постачали хліб навколишнім поміщикам та селянам. Вони використовували привезені із собою традиційні німецькі плуги, які виявились непридатними для обробки українських чорноземів. Було сконструйовано «колоністський плуг».
У колоністів було розвинене конярство, вдосконалене ковальське ремесло. Колоністи займалися товарним городництвом, вівчарством, розведенням фруктових та тутових дерев, ремеслами. Славилися німецькі ресорні брички, фургони. Серед промислів переважали шовківництво та тютюнництво.
Колоністи, отримуючи високі врожаї, формували запаси зерна, посухи не впливали на їхнє господарство. Майже у кожній колонії існували невеликі броварні.
Німецькі колонії являли собою зразок правильних вулиць, провулків та майданів. У колонії була головна вулиця та другорядні, двори, садиби. Головні вулиці були бруковані каменем, освітлені гасовими ліхтарями.
Німецький будинок мав сіни з одним або двома виходами, чисту кімнату, з іншого боку — кухню, іноді у цих приміщеннях виділялися спальня та їдальня. З кухні робився вхід у стайню. Поряд із будинком були стайня, комора і сараї, часто під одним дахом. Криниця була біля воріт, які вели на город.
Німці повіту носили костюми звичайного крою з фабричних матерій.
Німецькі колонії жили за принципом самоврядування, загальні збори обирали сільський наказ у складі старшин, які стежили за порядком у колонії та сплатою податків.
Попри високий рівень грамотності українських німців в цілому (93,2 % у чоловіків і 95,3 % у жінок), існували поодинокі поселення, де значна частина населення була неписьменною. Такою, зокрема, була колонія Русин Яр Бахмутського повіту, яка за 40 років свого існування, так і не створила своєї школи через бідність населення. Неписьменність суттєво збільшилася за роки розрухи та голоду. Так, у тому ж окрузі у колонії Ново-Дмитрівка у 1924 році абсолютно всі діти та підлітки не вміли, ані читати, ані писати..

### Радянський період
З початком радянської окупації колонія увійшла до Сантуринівської сільської ради, якій підпорядковувалися: село Сантуринівка, хутір Берестовий, хутір Ново-Степанівка, також 3 заводи та залізнична станція Костянтинівка. В колонії тоді значилися 188 мешканців (87 чоловіків та 101 жінка). Німецької національності значилося 182 мешканця.
Вперше з'являється на мапі 1928 року, як німецька колонія Ново-Дмитрівка.
Селище Новодмитрівка входило до складу Костянтинівки як колишня вулиця Карла Маркса. Також на території колишньої німецької колонії було утворено однойменний колгосп. Довгий час в народі населений пункт називали "Німецька колонка".
Станом на 1936 рік Новодмитрівка підпорядковувалася Сантуринівській сільраді та значилась там як хутір.
З початком радянської окупації розпочинається хвиля репресій, частина яких була спрямована проти німецького населення України. Через те що німецький побут не вкладався у соціалістичну доктрину, німців позбавляли право власності на землю та відмовляли у правах на проживання. Частина колоністів змогла покинути УРСР, а частина була репресована засланням до ВТТ та засуджена до розстрілів.
Більшість репресивних заходів проти мешканців Новодмитрівки припадає на 1937 рік. Серед фігурантів справ зустрічаються:
- Орт Роберт Валентинович, 1917 р.н., конюх колгоспу. Заарештований 4 грудня 1937 року. Засуджений на 10 років ВTT.
- Орт Яків Іванович, 1885 р.н., народився в селі Чистопілля Маріупольського повіту. Заарештований 30 вересня 1937 року. Засуджений до розстрілу.
- Пенєр Іван Якович, 1904 р. н., народився в селі Володимирівка Xортицького району Дніпропетровської області. Заарештований 14 грудня 1937 року. Засуджений до розстрілу.
- Пенєр Петро Якович, 1902 р. н., народився в селі Володимирівка Xортицького району Дніпропетровської області. Заарештований 14 грудня 1937 року. Засуджений до розстрілу.
- Петерс Андрій Густавович, 1914 р. н., народився в селі Миколайпілля Костянтинівського району. Tракторист колгоспу ім. К. Маркса. Заарештований 19 грудня 1937 року. Засуджений до розстрілу.
- Петерс Яков Давидович, 1910 р. н., народився в селі Миколайпілля Костянтинівського району. Комбайнер колгоспу. Заарештований 14 грудня 1937 року. Засуджений до розстрілу.
- Пріль Аттелі Василівна, 1900 р. н., народилася у місті Маріуполь Донецької області, німкеня. Прибиральниця колгоспу ім. Карла Маркса. Заарештована 3 вересня 1941 року. Померла 21 січня 1942 року при етапуванні.
- Реннер Андрій Готфридович, 1913 р. н., народився в селі Люксембург Гришинського району Донецької області, німець. Колгоспник колгоспу ім. Карла Маркса. Заарештований 10 листопада 1937 року. Засуджений до розстрілу.
- Ріттер Георгій Георгійович, 1895 р. н., народився в селі Рейхенфаль Молочанського району Дніпропетровської області, німець. Бригадир колгоспу ім. Карла Маркса. Заарештований 5 вересня 1937 року. Засуджений до розстрілу.
- Ріхард Олександр Лук’янович, 1906 р. н., німець. Колгоспник колгоспу ім. Карла Маркса. Заарештований 18 жовтня 1937 року. Засуджений до розстрілу.
- Ріхард Роберт Лук’янович, 1915 р. н., німець. Секретар правління колгоспу ім. Карла Маркса. Заарештований 28 жовтня 1937 року. Засуджений до розстрілу.
- Розенталь Карл Юлісович, 1912 р. н., народився в селі Cудженівка Дзержинського району Вінницької області, німець. Колгоспник колгоспу ім. Карла Маркса. Заарештований 19 грудня 1937 року. Засуджений до розстрілу.[7]
- Андерс Андрій Андрійович, 1911 р. н., народився у селі Кіндратівка Костянтинівського району, німець. Тракторист колгоспу ім. К. Маркса. Заарештований 14 грудня 1937 року. Засуджений до розстрілу.  Помер 17 липня 1945 року у в’язниці.

До 1941 року у поселенні не залишилося німецького населення. Зазначається, що з початком Другої світової війни, всіх кого ще не встигли репресувати, вивезли загони НКВС, подальша їхня доля невідома.
1988 року центральну частину радгоспу «Хімік», який очолював у цей час директор Владислав Михайлович Лембіш, перенесли з селища Червоне у селище Новодмитрівка.
Радгосп «Хімік» мав 18 020 га родючої землі, у тому числі 1050 га ріллі. Високого рівня розвитку тут досягло м'ясо-молочне тваринництво. Господарство багате на машинотракторний парк, допоміжні об'єкти, серед яких консервний цех, теплиці, майстерні з ремонту техніки.

### Незалежна Україна
19 червня 1991 року рішенням Донецької обласної ради на облік адміністративно-територіального поділу було взято два окремі населені пункти, які раніше були визначені як неперспективні - селище Новодмитрівка та селище Молочарка.
Також на території Костянтинівського району було створено Новодмитрівську сільську ради, якій ці селища і підпорядкували. Першим сільським головою обрано колишнього інженера радгоспу «Хімік» Миколу Дмитровича Яковлева.
Побудовано нову школу, дитячий садок, нові двоповерхові будинки для сімей фахівців, газифіковано та телефонізовано населені пункти.

## Інфраструктура
У селищі працюють:
- Новодмитрівська амбулаторія загальної практики — сімейної медицини;
- Дитячий садок № 9 «Дюймовочка» та Новодмитрівський навчально-виховний комплекс.[8]

У вересні 1991 року відкрили Новодмитрівську загальноосвітню школу, директором призначили Перевозника Віктора Федоровича. Пізніше школу було реорганізовано у Новодмитрівський навчально-виховний комплекс, куди увійшли початкова школа; загальноосвітня школа та аграрно-економічний ліцей.
Цей сучасний навчальний заклад є осередком культури села. У школі є бокси для техніки, пасіка, земельна ділянка, навіть шкільний автобус та легковий автомобіль. Краєзнавчий музей «Струни серця», який нещодавно відкрито у Новодмитрівському НВК, вирізняється багатством експонатів. Викладачі, які навчаються ліцею займаються науково-пошуковою роботою, вивчають творчість земляка-дисидента Олекси Тихого.
Це найкращий навчальний заклад району, який отримав високу оцінку в області. Тут створено козацький кіш, відроджуються козацькі традиції.
Учнівське самоврядування Новодмитрівського НВК працює на засадах Українського козацтва.

## Населення
За даними перепису 2001 року населення селища становило 415 осіб, із них 44,1 % зазначили рідною мову українську, 50,84 % — російську, 2,41 % — вірменську та 1,93 % — циганську мови.

## Устрій
Селищем пролягають такі вулиці:
- вул. Сонячна;
- вул. Севастопольська
- вул. Кобзаря (колишня Тараса Шевченка).